# Taco John's
Taco John's International, Inc. é um restaurante americano de fast food. A rede serve fast food de inspiração mexicana, bem como o prato de assinatura da empresa, Potato Olés, que são nuggets de batata frita do tamanho de uma mordida, revestidos com uma mistura patenteada de especiarias e temperos. A CEO da Taco John's é Heather Neary, e sua sede fica em Cheyenne, Wyoming. Em 2022, a rede de restaurantes tinha 380 restaurantes em cerca de 22 estados, principalmente nas regiões do Centro-Oeste e das Montanhas.

## História

### Primeiros dias
O Taco John's começou em 1968 como um trailer chamado Taco House, administrado por John Turner.
Turner era um oficial da Força Aérea dos Estados Unidos que serviu durante a Guerra da Coreia e um aspirante a empresário; ele estava estacionado na FE Warren AFB, onde começou a desenvolver seu espírito empreendedor. Inicialmente, Turner queria encontrar um local físico para uma barraca de tacos. Ele procurou James Woodson para encontrar um local para alugar, e Woodson o redirecionou para Harold W. Holmes, que transformou um de seus trailers em um trailer de 12x30 em sete dias. Isso foi bem a tempo de aparecer no Cheyenne Frontier Days naquele ano, e foi um sucesso instantâneo. No final do ano, a primeira barraca de tacos oficial foi inaugurada na esquina da Carey Ave com a W 24th St (não confundir com o primeiro local físico a uma quadra de distância), continuando com a marca Taco House.

### Mudança de nome, franquia e crescimento explosivo

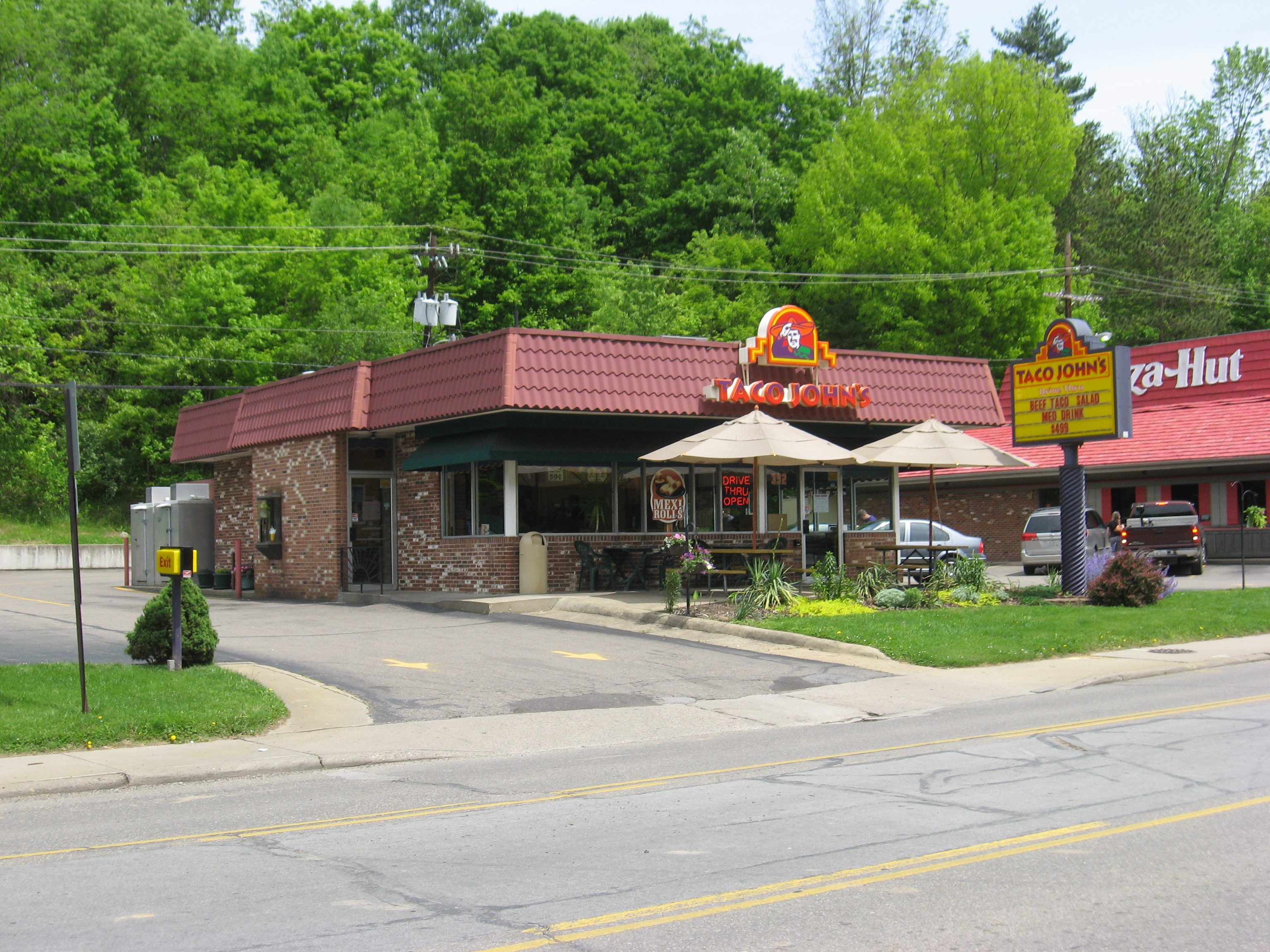
Unidade autônoma do Taco John em Athens, Ohio, com a Pizza Hut

Turner iniciou a mudança para uma franquia em 1969, vendendo os direitos de franquia para Woodson e Holmes, que mudaram o nome para Taco John's em homenagem a Turner e abriram uma loja franqueada sob a bandeira do Taco John's. Eles também lançaram a Woodson-Holmes Enterprises, que deu a Woodson os direitos de franquia do restaurante, e o nome da empresa passou a ser Taco John's International, Inc.. O novo local da franquia apresentava o mascote original do Taco John's, um demônio, e exibia o slogan “o local mais quente da cidade”. Mais locais foram abertos em 1969, incluindo o de Loveland, Colorado, na Lincoln Avenue.
Isso levou a um maior crescimento da marca na década de 1970, com a abertura de muitos novos locais, incluindo a 100ª loja em Scottsbluff, Nebraska, em 1975. Em 1973, a primeira loja física do Taco John's foi construída na Carey Ave e W 23rd St em Cheyenne, Wyoming, incluindo um drive-thru. O prédio original do Taco John's foi transferido para a S Greeley Hwy e a I-80, onde foi demolido, mas ainda há um Taco John's nesse local até hoje.
A Taco John's teve um crescimento tão grande que modernizou sua sede em Cheyenne em 1985. A década de 1990 também foi marcada por um sucesso recorde, com uma franquia sediada em Iowa sendo a primeira a obter mais de US$ 1 milhão em vendas em 1994.

### Parcerias de marca com alguns desafios

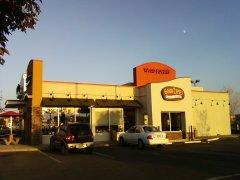
Restaurante combinado Good Times/Taco John's em Commerce City, Colorado, substituído e agora demolido por um Starbucks.

Em 2004, o Taco John's iniciou uma nova forma de expansão normalmente vista em marcas maiores, envolvendo parcerias com outros restaurantes, incluindo marcas locais como Good Times Burgers & Frozen Custard e Steak Escape em 2004 e um Arby's em Lindenhurst, Nova Iorque, inaugurado em 2015.
Embora algumas dessas lojas combinadas ainda existam, incluindo o Taco John's/Steak Escape Combo na Logan St e E 58th Ave em Denver, muitas embarcaram em uma jornada solo, como o Taco John's de Cheyenne fez depois que o Good Times desapareceu por volta de 2010, ou até mesmo fecharam completamente, como em Commerce City.
Na mesma época em que alguns desses restaurantes combinados estavam fechando, os proprietários originais da franquia estavam chegando aos seus últimos dias. Woodson morreu aos 87 anos em 2008 em Scottsdale, Arizona. Holmes morreu em 2012 de complicações cardíacas aos 92 anos em um hospital em Phoenix, Arizona.

### Booms e desafios subsequentes
Embora a Taco John's tivesse como alvo comunidades menores do Centro-Oeste e do Oeste em seus primeiros anos, a rede também começou a expandir sua presença em áreas metropolitanas maiores, como Denver e Kansas City, onde tinha uma presença menor desde a década de 1980. A Taco John's também opera vários pontos de venda que atendem às Forças Armadas dos EUA por meio do Serviço de Intercâmbio do Exército e da Força Aérea (AAFES).
Enquanto alguns Taco John's fecharam, outros abriram, e novos experimentos surgiram. Por exemplo, em 2016, o Taco John's viu seu primeiro local Love's Travel Stop ser aberto em Liberal, Kansas. Essa não foi a primeira instância de um combo Travel Stop, com um dos mais recentes Taco John's abrindo no Loves Travel Center de Berthoud em 2018.
Em abril de 2016, a empresa anunciou um acordo para abrir 40 novas lojas em Nova Iorque e no Tennessee. O acordo inclui 20 lojas na área da cidade de Nova Iorque e no Nordeste, com opção para mais 15. Em outubro de 2016, a empresa tinha 390 restaurantes espalhados por Wyoming e 24 outros estados. Em agosto de 2021, havia apenas uma unidade em Nova Iorque, no Aeroporto John F. Kennedy.
Em 2017, a Taco John's abriu 10 novos locais e expandiu para o Tennessee e Indiana. Em 2019, planejava abrir novos locais no centro de Kentucky, Geórgia, Carolina do Sul e Carolina do Norte.
Em agosto de 2021, havia 380 locais, com mais planejados.
Em 2022, a Taco John's entrou com uma ação contra uma pequena rede de restaurantes de Minnesota, a Taco Chon, que acusou de roubar sua imagem e semelhança.

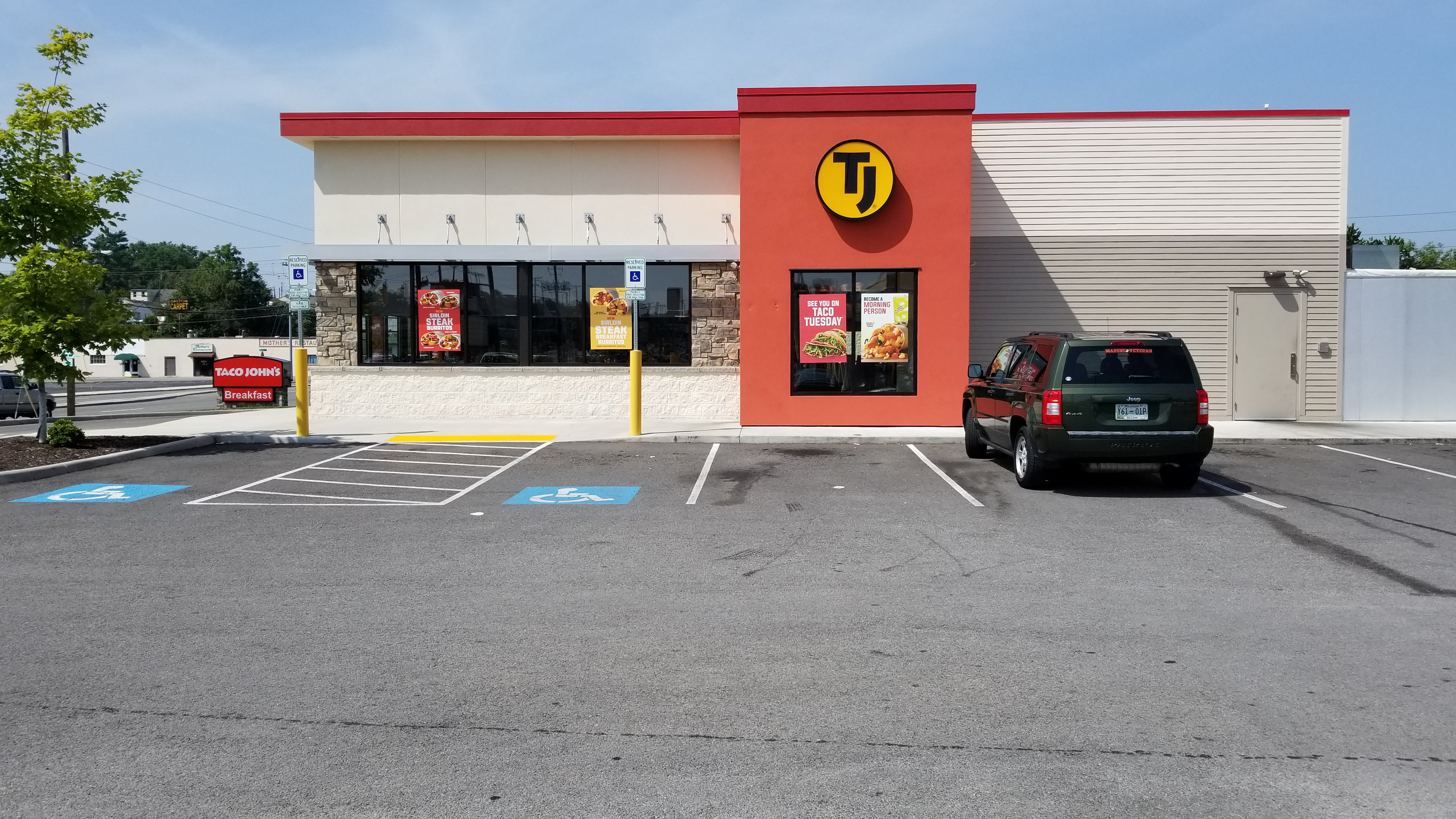
Um Taco John's em Bristol, Virgínia, usando o estilo de fachada e sinalização da década de 2010

### Construção de protótipos
O Taco John's teve muitos estilos diferentes ao longo dos anos. O mais recente deles é melhor refletido pelo restaurante Cheyenne, o primeiro local a usar esse estilo específico, reconstruído em 2019.

## Marcas registradas
O Taco John's adotou e registrou o termo “West-Mex” para descrever sua comida e atitude de serviço. A empresa define a comida “West-Mex” como tendo sabores frescos e ousados, incluindo sua assinatura “Potato Olés”, molhos, temperos e salsas.
Em 1989, a empresa registrou a frase “Taco Tuesday” em todos os estados dos Estados Unidos, exceto em Nova Jérsia, onde outro restaurante já a havia registrado. A partir de 2023, o Taco John's abandonou a marca registrada da frase.